# غلاف أول رحلة جوية
في مجال هواية جمع الطوابع الجوية، وهو فرع من فروع جمع الطوابع، يُطلق على غلاف أول رحلة بريدية، المعروف أيضًا باسم أول طيران اختصار FFC، اسم البريد الذي نُقل على متن رحلة افتتاحية لشركة طيران أو مسار أو طائرة، وعادةً ما يحمل ختمًا بريديًا بتاريخ الرحلة، وغالبًا تاريخ الوصول، مما يُثبت أنه نُقل بالفعل على متن الطائرة، وقد يحمل تأشيرًا خاصًا بالرحلة: 184، أو ختم وصول. ولأن العديد من أغلفة أول رحلة بريدية تُصنع أساسًا كمقتنيات، يُمكن اعتبارها بريدًا طوابعيًا، مع أن آخرين يعتبرونها تاريخًا بريديًا.

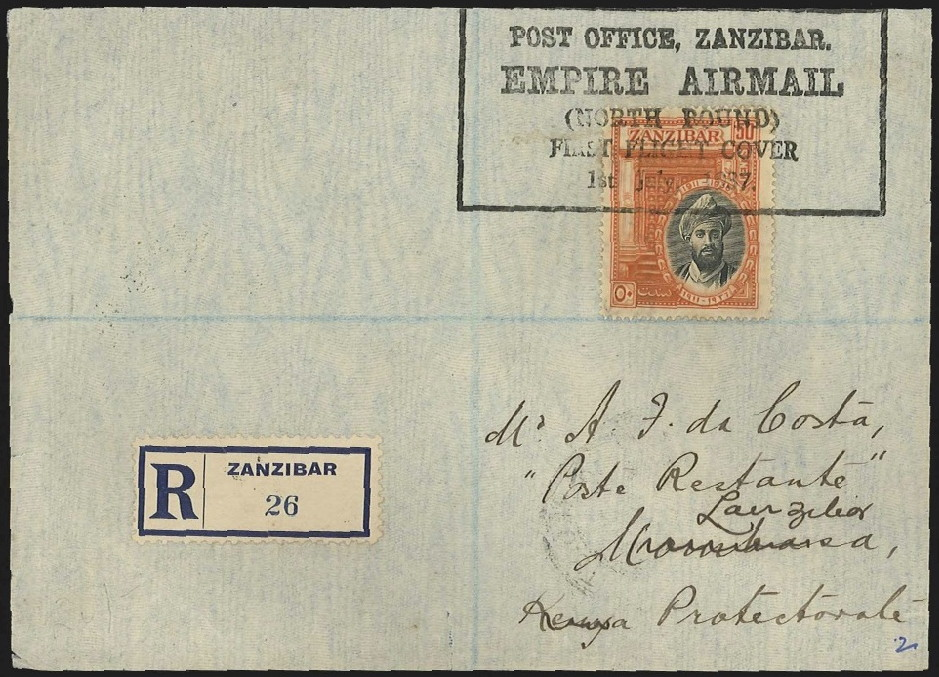
غلاف الرحلة الأولى المسجل لشركة الخطوط الجوية الإمبراطورية، خدمة البريد الجوي الإمبراطورية من زنجبار إلى كينيا في 1 يوليو 1927، مع طابع ملغى بختم بريدي يتضمن عبارة "غلاف الرحلة الأولى"

## جمع أغلفة رسائل الرحلة الأولى

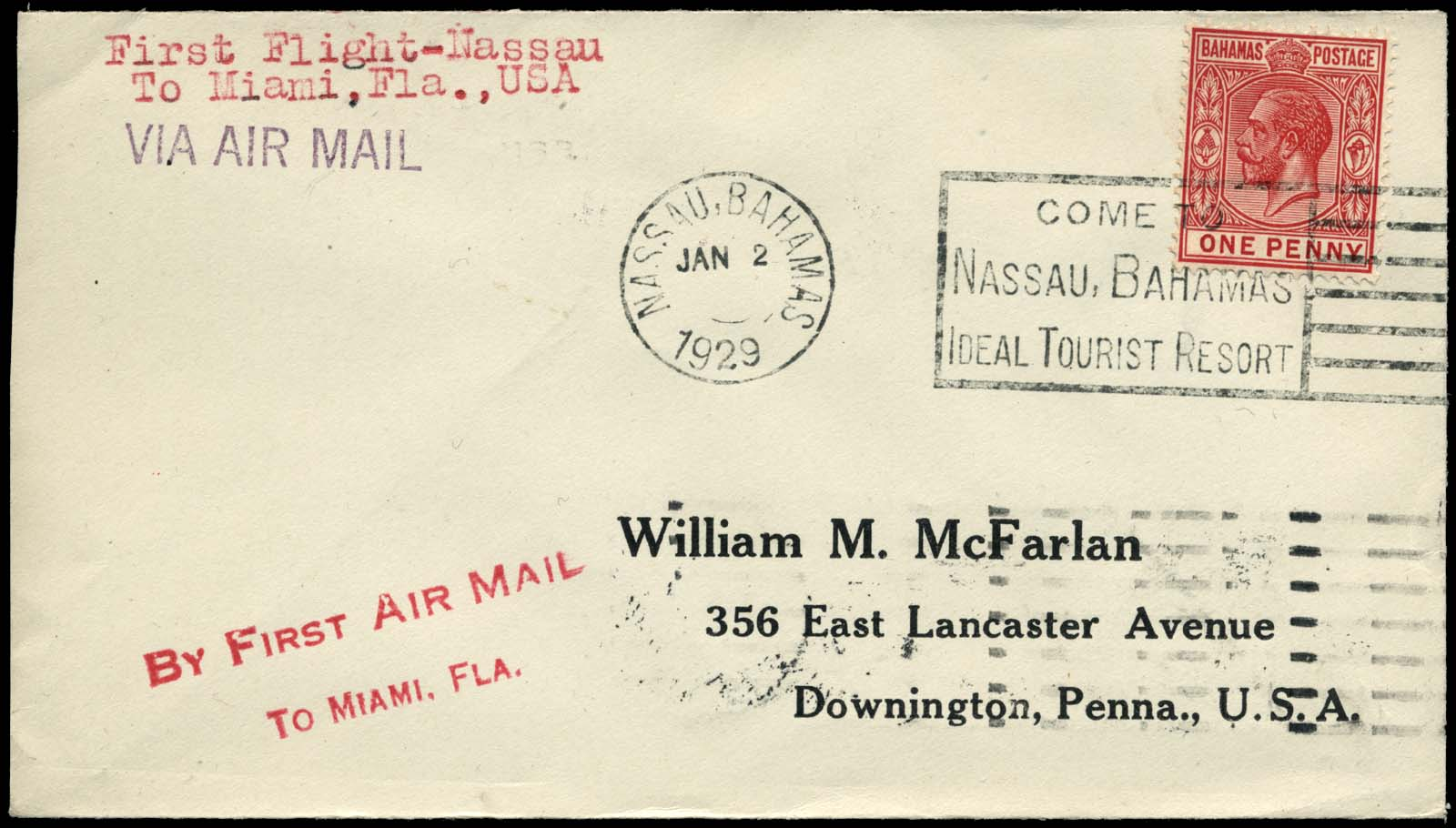
غلاف أول رحلة جوية لطريق البريد الجوي من ناسو إلى ميامي في عام 1929

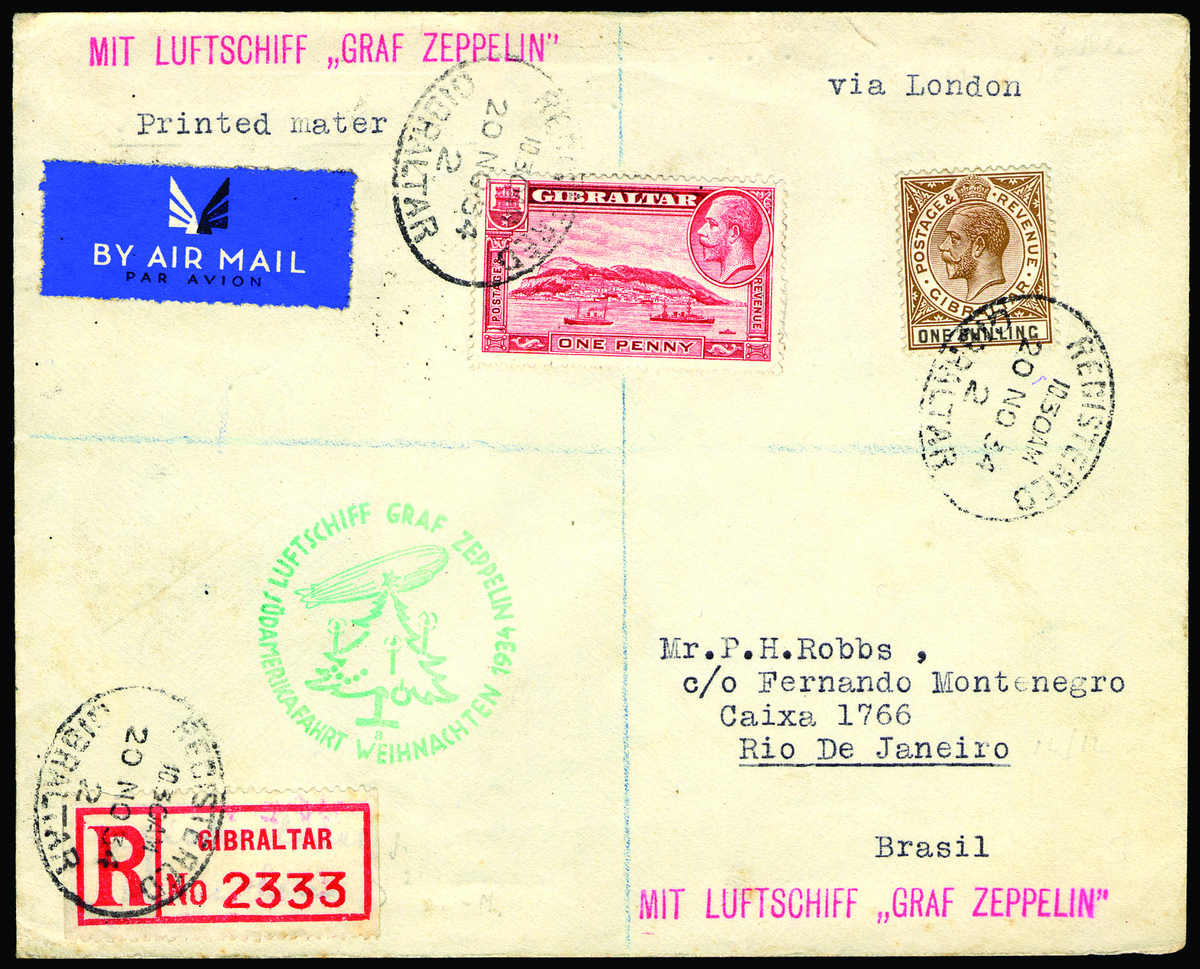
غلاف بريد زيبلين من منطقة جبل طارق إلى ريو دي جانيرو في البرازيل عبر برلين في رحلة عيد الميلاد (الرحلة رقم 12 لأمريكا الجنوبية) لعام 1934

مع ظهور وسائل النقل الجوي، لم يمضِ وقت طويل قبل أن تحمل الطائرات البريد بين نقاط بعيدة حول العالم. في الولايات المتحدة وألمانيا، ولقد قوبل تسليم البريد الجوي بنفس الحماس الوطني والاحتفال الذي حظي بهِ رواد الفضاء الأمريكيون في أولى رحلاتهم إلى القمر. ونتيجة لذلك، أرسل العديد من الأشخاص بريدًا طوابعيًا لأنفسهم أو لأصدقائهم تم حمله على متن هذهِ الرحلات من أجل الحصول على تذكار من هذا الحدث التاريخي. تحظى أغلفة الرسائل المحمولة على متن هذه الرحلات بشعبية كبيرة وشهرة في بعض الحالات. أدركت إدارة مكتب البريد بالولايات المتحدة الإمكانات الكامنة في تقديم خدمات أغلفة الرسائل للرحلات الأولى لهواة جمع الطوابع الجوية في وقت مبكر جدًا، وفي عام 1926، حملت النشرة البريدية تعليمات موسعة لمديري مكاتب البريد لضمان التوزيع المناسب وإضافة العلامات المناسبة.
نظرًا لقلة الأحمال التي كانت تُحمل في الرحلات الأولى المبكرة، فإن أغلفة الرسائل نادرة، ومطلوبة، ومكلفة.: 259  بعد الحرب العالمية الأولى، ازدادت الرحلات الجوية العادية والخاصة بشكل ملحوظ، لدرجة أن بعض الرحلات الحديثة أصبحت تجارية للغاية، لدرجة أن آلاف أغلفة الرسائل تُحمل لدرجة أن أي طيار لا يستطيع التوقيع عليها. لذلك، قد يجد هواة جمع أغلفة الرسائل صعوبة في التعامل مع كمية وتنوع أغلفة الرحلات الأولى المتاحة، مما يضطرهم إلى التخصص: 158  على الرغم من وجود بعض الفهارس التي تساعدهم: 262  مثل دليل البريد الجوي الأمريكي.

## الرحلات الأولى المبكرة

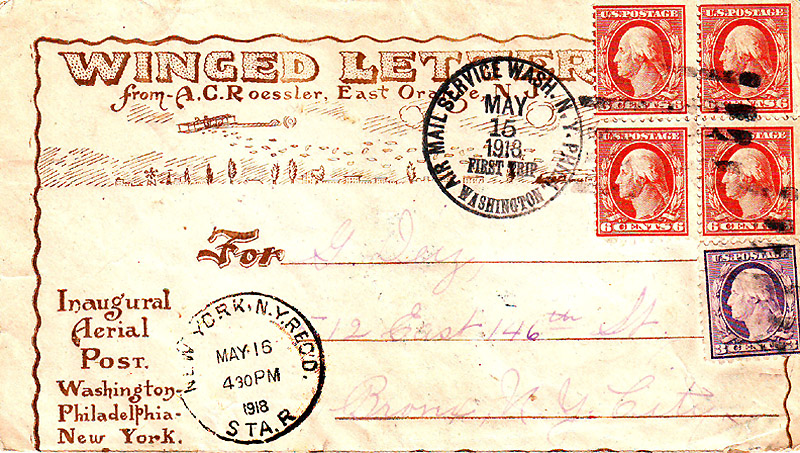
غلاف رسالة بريد حمل على متن أول رحلة مجدولة لشركة البريد الجوي الأمريكي من واشنطن العاصمة إلى مدينة نيويورك، في 15 مايو 1918

أُجريت أول رحلة رسمية لتوصيل البريد بين مدينتين في 18 فبراير 1911، خلال معرض المقاطعات المتحدة للصناعة والزراعة في الهند. حمل الطيار الفرنسي الشاب هنري بيكيت البريد من موقع المعرض في الله أباد إلى نايني، التي تبعد حوالي 8 كيلومترات. استغرقت الرحلة حوالي 13 دقيقة بواسطة هنري بيكيت وطائرته ثنائية السطح "سومر". زُوّد أغلفة الرسائل المحمولة بختم بريد دائري كبير ذي لون أرجواني فاتح مكتوب عليه "أول بريد جوي، معرض المقاطعات المتحدة للصناعة والزراعة في الله أباد 1911"، ووقع الطيار على بعض البطاقات.: 62  حمل بيكيت حوالي 6000 بطاقة ورسالة في رحلته.
أقيمت أول رحلة بريد جوية رسمية للمملكة المتحدة قبل الحرب العالمية الأولى في عام 1911 للاحتفال بتتويج الملك جورج الخامس، حيث حملت البريد الجوي بين لندن (مطار هيندون) وويندسور من 9 إلى 15 سبتمبر حملت 926 رطلاً من البريد.: 125  وفي العام التالي، تمت رحلة بريدية تابعة لرايخسبوست الألمانية بين مانهايم وهايدلبرغ، حيث حملت أول رحلة بطاقات بريدية.
بدأت أول خدمة بريد جوي أمريكية منتظمة في 15 مايو 1918، ونقلت البريد من واشنطن العاصمة إلى مدينة نيويورك. كانت الطائرة المستخدمة هي طائرات الجيش الأمريكي كورتيس JN-4 "جيني" ثنائية السطح، والتي قادها طيارو الجيش، مع توقف مؤقت في فيلادلفيا (باسلتون فيلد). كان من بين الحاضرين لمغادرة أول رحلة من واشنطن العاصمة الرئيس وودرو ويلسون، والمدير العام لمكتب البريد الأمريكي ألبرت س بورليسون، ومساعد وزير البحرية فرانكلين د. روزفلت. اختير الملازم جورج ل. بويل لقيادة الطائرة رقم 38262 في أول رحلة متجهة شمالًا، والتي، للأسف، لم تكن ناجحة في البداية.